# 밀코 MGL

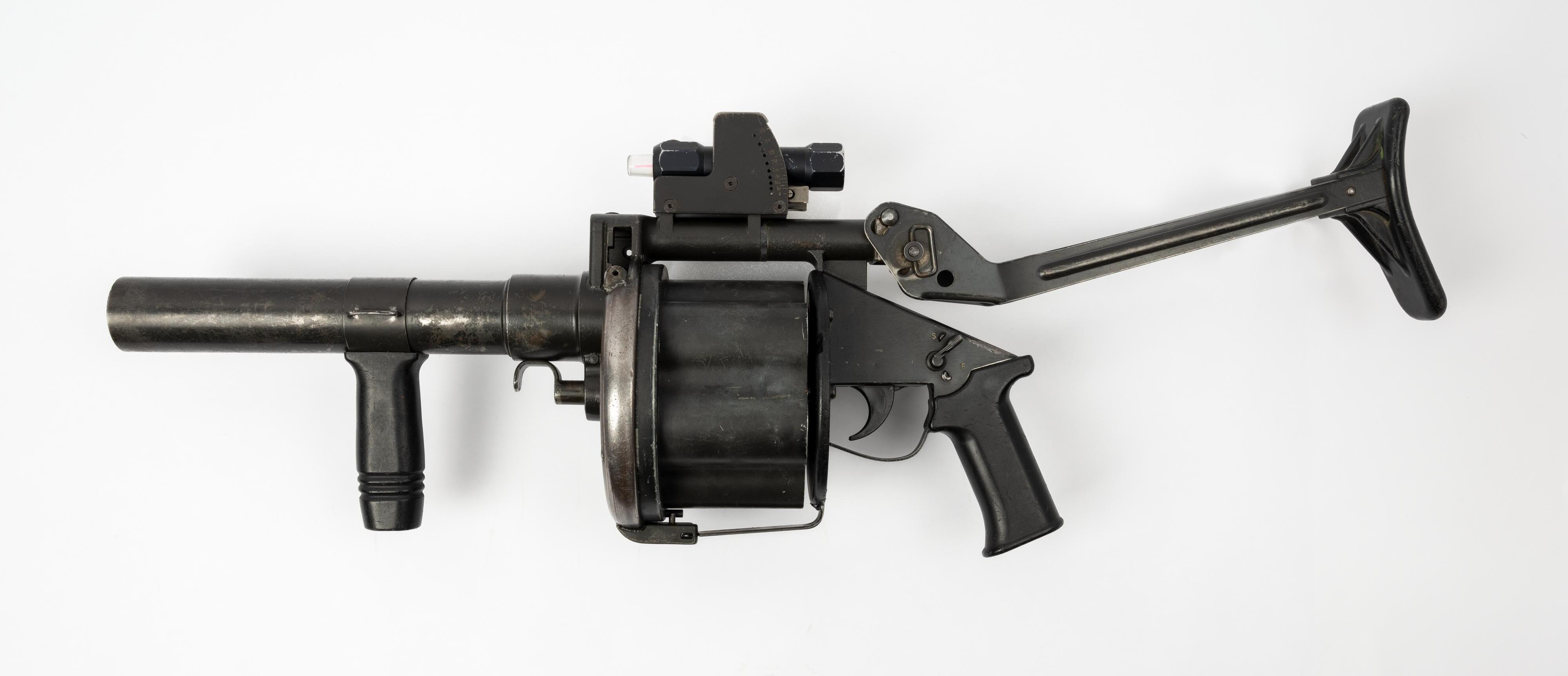
스웨디시 밀코 MGL. 40mm 그라나트리볼버 암스코 MGL("셸 리볼버")

밀코 MGL(Milkor MGL, Multiple Grenade Launcher)은 밀코사가 남아프리카에서 개발 및 제조한 경량 40mm 6연발 리볼버형 유탄 발사기(변종은 37/38mm화기)이다. MGL은 1981년 남아프리카 방위군(SADF)에 컨셉으로 시연되었다. MGL은 SADF에서 Y2라는 이름으로 공식적으로 채택되었다. 1983년에 도입된 후 MGL은 50개국 이상의 군대와 법 집행 기관에서 점차 채택되었다. 1983년 이후 총 생산량은 50,000대가 넘었다.
MGL은 M203과 같은 전통적인 단발 유탄 발사기에 비해 소규모 분대의 화력을 크게 높이기 위한 다발 무기이다. MGL은 간단하고 견고하며 신뢰할 수 있도록 설계되었다. 이 제품은 잘 입증된 리볼버 원리를 사용하여 빠르게 목표물에 맞출 수 있는 높은 정확도의 발사 속도를 달성한다.
HE, HEAT, 폭동 진압용 곤봉, 자극제, 불꽃놀이와 같은 다양한 탄약을 장전한 다음 방아쇠를 당길 수 있는 한 빨리 발사할 수 있다. 실린더를 빠르게 장전하거나 장전 해제하여 높은 발사 속도를 유지할 수 있다. 주로 고폭탄을 사용한 공격 및 방어용으로 설계되었지만 적절한 탄약을 사용하면 폭동 진압 및 기타 보안 작업에 적합하다. 새롭게 특허받은 수정을 통해 MGL은 덜 치명적인(매우 낮은 압력) 탄약을 발사할 수 있다.

## 종류

### 밀코 USA
2014년 밀코 USA는 MGL-105와 MGL-140을 폐기하고 더 짧은 총신의 변형인 M32A1을 출시했다. 더 짧은 총신(12인치(30cm) 대신 8인치(20cm))에도 불구하고, 미국 특수작전사령부에서 요구하는 더 높은 압력 중속 탄환을 예상하여 리시버, 스톡 및 무기의 다른 부분이 강화되었기 때문에 M32와 무게가 같다. M32A1은 미국 해병대에서 M32A1 멀티샷 유탄 발사기로, USSOCOM에서 Mk 14 Mod 0으로 채택되었다.